# ألمانية نمساوية
الألمانية النمساوية. (بالألمانية: Österreichisches Deutsch)‏ أو الألمانية النمساوية المعيارية أو النمساوية الألمانية المعيارية  أو الألمانية العليا النمساوية هي افتراقٌ لغوي عن اللغة الألمانية[ ؟ ] المعيارية، ينتشر استخدامها تحدّثاً و كتابةً في النمسا، تتمتع في النمسا بالقدر الأكبر من المكانة الاجتماعية اللغوية نظراً لكونها تمثل اللون اللغوي المستخدم في الإعلام و في غيره من المناسبات ذات الطابع الرسمي.
يميل النمساويون إلى استخدام لهجةٍ هي أقرب إلى اللهجتين الألمانيتين البافارية و الألامانية في الحالات غير الرسمية ، غير أن استخدام هذه اللهجة في الكتابة يعد أمراً نادراً.